# Evangelía Kranióti
Pour les articles homonymes, voir Evangelia (homonymie).
Evangelía Kranióti (grec moderne : Ευαγγελία Κρανιώτη), née en 1979 à Athènes, est une artiste, réalisatrice, photographe et productrice grecque. Son travail embrasse film, photographie et installations vidéo.

## Biographie
Evangelia Kranioti a fait des études de droit à l’Université nationale capodistrienne d’Athènes (1997-2001) et de piano au Conservatoire national d’Athènes (1985-2001). Arrivée en France en 2001, elle a étudié à l’École nationale supérieure des Arts Décoratifs de Paris (2002-2007), au Fresnoy–Studio national des Arts Contemporains (2012-2014) et à la Fémis (Atelier Scénario, 2018).
Son premier film Exotica, Erotica, etc. (73’, 2015) est un documentaire sur la vie et les amours des marins avec les prostituées des ports. Tourné dans 20 pays à bord de bateaux de la marine marchande, il a eu sa première mondiale au Forum de la 65ème Berlinale et a été sélectionné dans de nombreux festivals internationaux (IDFA, Hot Docs Toronto, BFI London, Karlovy Vary IFF,  Sarajevo IFF, Göteborg IFF etc). L’esthétique particulière d’Evangelia Kranioti, qui s’affirme pour la première fois dans Exotica, Erotica, Etc., réside dans le fait que l’artiste filme ses projets elle-même. Selon Variety, « La façon de filmer de Kranioti se rapproche de l'équivalent visuel de la prose de Hemingway, transmettant l'émotion sans recourir à des fioritures superflues ».
Son deuxième film Obscuro Barroco (2018, 60’), est un documentaire-fiction sur les vertiges du genre et de la métamorphose à Rio de Janeiro. Le film suit l’icône transgenre Luana Muniz (1961-2017) et explore la notion de l’identité à travers le travestissement, le carnaval et la lutte politique. Obscuro Barroco a eu sa première mondiale dans la section Panorama de la 68ème Berlinale où il a obtenu le prix TEDDY du Jury. Il a été sélectionné par la suite dans d’importants festivals internationaux,,,,,,,,,,.
En juillet 2019 Evangelia Kranioti a présenté « Les vivants, les morts et ceux qui sont en mer » à la 50ème édition des Rencontres d’Arles (Chapelle Saint-Martin du Méjan, commissariat Matthieu Orléan). Largement salué par la presse française et internationale,,,,,,,,,,,, son travail a été récompensé par le prix Madame Figaro soutenu par Women in Motion et le groupe Kering. Elle est actuellement pensionnaire à la Villa Médicis, Académie de France à Rome.

## Distinctions
- 2019 : Prix Iris, Meilleur Documentaire et Meilleur montage (monteur : Yorgos Lamprinos), Académie Hellénique du Cinéma[34]
- 2019 : Prix Madame Figaro, Women in Motion, Les Rencontres d’Arles
- 2019 : Nomination aux Cinema Eye Honors[35]
- 2018 : Prix Teddy du Jury, Berlinale
- 2018 : Prix Felix du meilleur documentaire, Festival de Rio de Janeiro
- 2018 : Meilleur documentaire international, Guanajuato IFF
- 2017 : Loop-Barcelona Acquisition award, MACBA
- 2016 : Prix Iris, Meilleur Documentaire et Meilleur premier film, Académie Hellénique du Cinéma
- 2015 : Emerging International Filmmaker Award, Toronto Hot Docs
- 2015 : Fathy Farag Prize, Semaine de la Critique, Festival international du Film de Caire
- 2015 : Prix du Public, Festival Films des Femmes de Créteil
- 2015 : Prix du Jury, Festival international de Mode et de Photographie de Hyères

## Divers
Entre 2011 et 2014 Evangelia Kranioti a été membre d’équipage à bord de navires de compagnies maritimes grecques pour les besoins de son film Exotica, Erotica, Etc. 
Elle maîtrise six langues dont le grec, le français, l’anglais, le portugais, l’espagnol et l’italien.